# A Time for Dying
A Time for Dying is een Amerikaanse western uit 1969 onder regie van Budd Boetticher.

## Verhaal
De boerenzoon Cass Bunning is een uitstekend schutter. Hij maakt kennis met Nellie Winters, een naïef meisje van het oostkust. Ze werd naar het Wilde Westen gelokt met een baantje als serveerster, maar ze kwam in een bordeel terecht. Hij helpt haar te ontsnappen en ze worden gedwongen om te trouwen door rechter Roy Bean.

## Rolverdeling
| Acteur        | Personage        |
| ------------- | ---------------- |
| Richard Lapp  | Cass Bunning     |
| Anne Randall  | Nellie Winters   |
| Robert Random | Billy Pimple     |
| Beatrice Kay  | Mamie            |
| Victor Jory   | Rechter Roy Bean |
| Audie Murphy  | Jesse James      |
| Ron Masak     | Sam              |
| Burt Mustin   | Ed               |
| Peter Brocco  | Seth             |
| Walter Reed   | Burgemeester     |
| Louis Ojena   | Hoefsmid         |
| Jorge Rado    | Bankier          |
| Walt La Rue   | Koppelaar        |
| Maria Desti   | Meisje van Mamie |
| Betty Rowland | Meisje van Mamie |